# Национальная гвардия (Никарагуа)
Национальная гвардия (исп. Guardia Nacional de Nicaragua) — военизированное формирование, которое выполняло в Никарагуа функции армии, жандармерии и пограничной охраны в период с 1925 по 1979 годы.

## Предыстория
В 1909 году в Никарагуа началась гражданская война между сторонниками правящей партии консерваторов и сторонниками либеральной партии. С целью защиты «национальных интересов США, жизни и имущества американских граждан» в период с 1912 по 1933 год (с незначительным перерывом в 1925—1926 году) Никарагуа была оккупирована силами американской морской пехоты.
Первоначально США рассчитывали на укрепление существующей правительственной армии. В октябре 1921 года США продали правительству Никарагуа 10 тыс. винтовок, 50 пулемётов и несколько миллионов патронов. В дальнейшем была предложена программа «военной реформы», в которой должны были принять участие американские военные советники.
В 1923 году на Вашингтонской конференции правительствами стран Центральной Америки были подписаны «Договор о мире и дружбе» с США и «Конвенция о сокращении вооружений», в соответствии с конвенцией максимальный размер армии Никарагуа был установлен в 2,5 тыс. человек, а для подготовки её личного состава было разрешено использовать иностранных военных советников.

## История

### Создание Национальной гвардии (1925—1933)
17 февраля 1925 года госдепартамент США передал правительству Никарагуа детальный план создания Национальной гвардии, которая должна была «действовать в качестве военной полиции» и «заменить национальную полицию, армию и флот». В мае 1925 года план был принят конгрессом Никарагуа, а 10 июня 1925 года майор США Кальвин Картрен приступил к обучению первых подразделений национальных гвардейцев. 19 мая 1926 года состоялось их «боевое крещение» — в бою при Раме они разгромили отряд сторонников либеральной партии.
22 декабря 1927 года министр иностранных дел Никарагуа и поверенный в делах США подписали соглашение, в соответствии с которым под контроль Национальной гвардии передавали все вооружение, боеприпасы, военное имущество, военные объекты (включая казармы и тюрьмы) на территории Никарагуа, также была установлена общая численность подразделений Национальной гвардии: 93 офицера и 1136 гвардейцев (при этом большинство офицерских должностей заняли американцы — офицеры и сержанты морской пехоты США).
19 февраля 1928 года Национальный конгресс Никарагуа принял закон о создании Национальной гвардии.
К началу 1930-х годов численность Национальной гвардии была увеличена.
Формирование в 1925—1933 годы Национальной гвардии проходило при прямом участии США. Подразделения Национальной гвардии получали американское обмундирование, снаряжение и вооружение.

### Национальная гвардия в 1930-е—1950-е годы

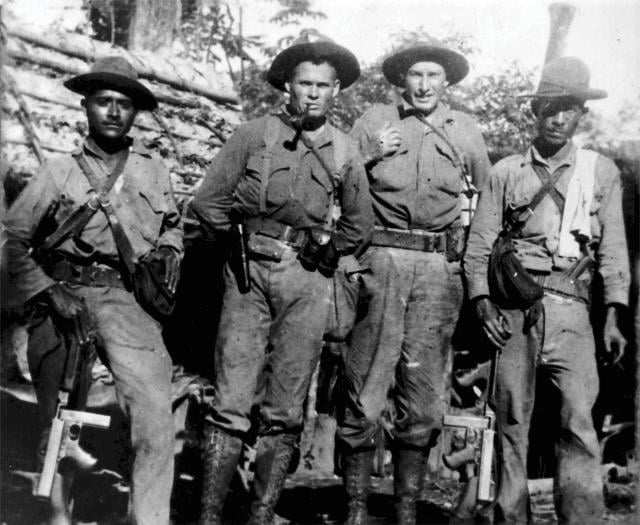
ст. лейтенант морской пехоты США Lewis «Chesty» Puller (в центре слева), сержант морской пехоты США William «Ironman» Lee (в центре справа) и два национальных гвардейца Никарагуа (1931 год)

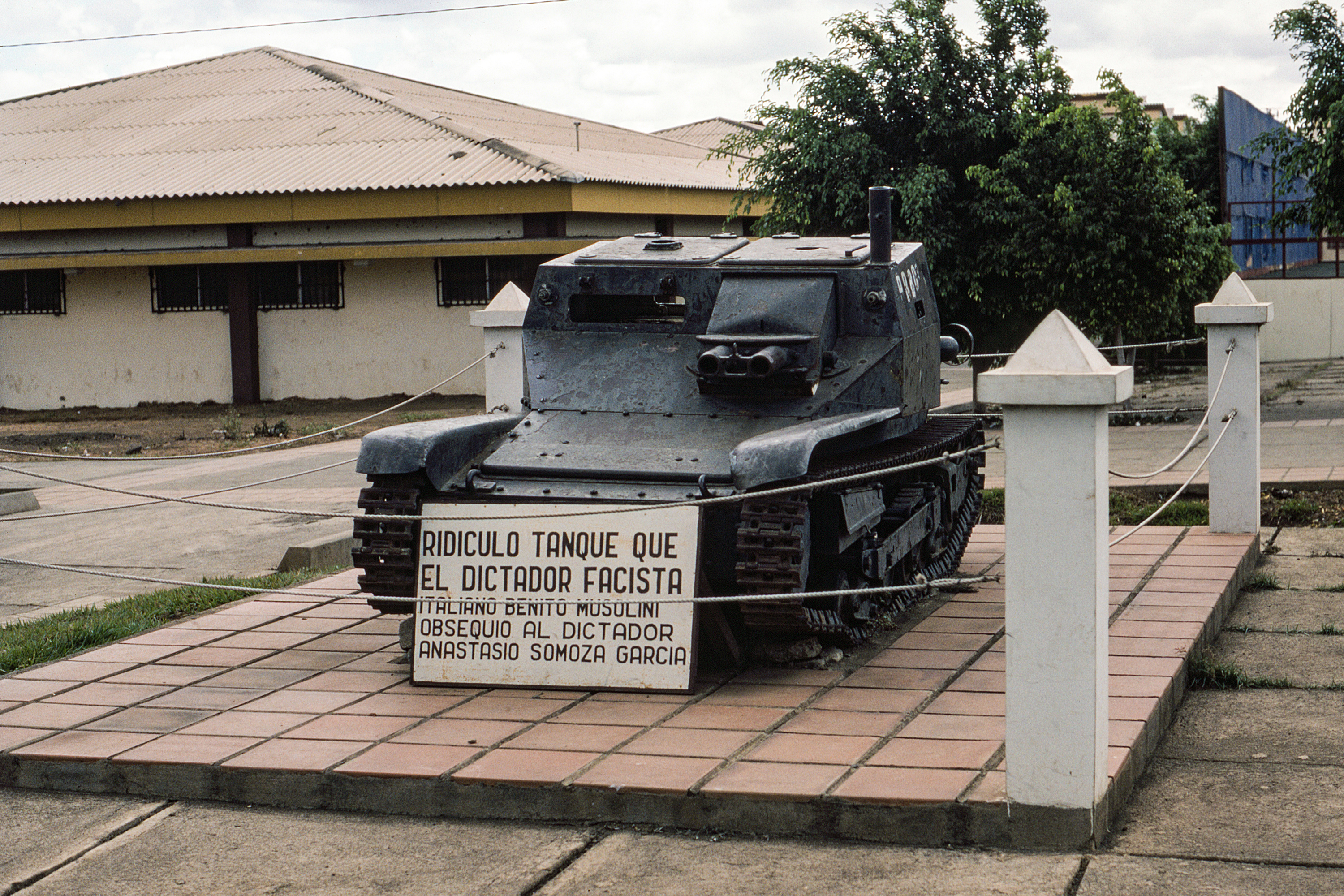
танкетка Carro CV3/33, подаренная Анастасио Сомоса итальянским диктатором Бенито Муссолини в экспозиции музея истории Никарагуа в 1984 году

В середине 1930-х годов численность Национальной гвардии составляла около 3 тысяч человек; комплектование подразделений личным составом производилось на контрактной основе, офицерский состав проходил подготовку в военно-учебных заведениях США и Бразилии.
- в частности, 4693 национальных гвардейцев прошли обучение в «Школе Америк»[6]

После убийства генерала А. Сандино, в течение 1934 года национальные гвардейцы совершили серию расправ со сторонниками генерала (в частности, были убиты практически все жители посёлка Вивили, где находилась основанная им сельскохозяйственная коммуна).
9 июня 1936 года к власти в Никарагуа пришёл шеф Национальной гвардии Анастасио Сомоса. В этот день подразделения Национальной гвардии заняли центр столицы и осадили крепость Акокаска в городе Леон (командиром гарнизона которой являлся племянник отстраненного от власти президента Х. Б. Сакасы).
В 1930-е годы из Италии было получено две танкетки Carro CV3/33.
В 1937 году в Чехословакии было куплено 1 тыс. 7,92-мм винтовок «vz.24».
В дальнейшем тесное военное сотрудничество с США продолжалось и даже усилилось в ходе Второй мировой войны (во время которой некоторое количество вооружения было передано из США в Никарагуа по программе ленд-лиза) и после подписания в сентябре 1947 года в Рио-де-Жанейро Межамериканского договора о взаимной помощи.
В 1953 году общая численность Национальной гвардии составляла 4 тыс. человек.
В феврале 1954 года между правительством Никарагуа и США было заключено соглашение о военной помощи, в соответствии с которым Никарагуа получила значительное количество американской техники, оружия и военного снаряжения, для подготовки личного состава никарагуанской армии в страну прибыли 54 офицера и 700 солдат армии США.
- одной из наиболее крупных поставок в этот период являлась партия оружия, доставленная 17 января 1955 года на теплоходе «Элеания»: 25 истребителей P-51 «мустанг» и 500 шт. пулемётов[12].

В апреле 1954 года против режима Сомосы началось вооружённое восстание, которое было подавлено.
15 сентября 1958 года генерал Рамон Раудалес (один из командиров армии генерала Сандино) с отрядом из 40 человек поднял восстание в департаменте Нуэва-Сеговия, но 17 октября 1958 года его отряд был разгромлен Национальной гвардией, а 18 октября 1958 года он был убит.
Прямая военно-экономическая помощь США в 1950-е годы была сравнительно невелика. Впрочем, в это же время некоторое количество вооружения (в основном, американского производства) было приобретено в других странах: в частности, в 1954 году на Филиппинах — 10 танков M4A3E8 «шерман»; в 1957 году в Израиле — 45 бронеавтомобилей М6 «Staghound».
Политика США в отношении стран Латинской Америки изменилась после победы в январе 1959 года кубинской революции. Было признано, что главную угрозу для правительств представляет не военное вторжение извне, а партизанское движение. Программа военной помощи была пересмотрена, был сделан акцент на поставках вооружения и оснащения, отвечающего задачам борьбы с партизанским движением, а также обучении правительственных войск и полиции методам борьбы с партизанами.
1 июня 1959 года в Манагуа началась всеобщая забастовка, в этот же день в отряды повстанцев начали вооружённые выступления в департаментах Чонталес, Леон и Матагальпа, которые продолжались во втором полугодии 1959 года, но были подавлены национальной гвардией.
- 24 июня 1959 года возле городка Чаппараль, в районе границы между Никарагуа и Гондурасом в результате совместной операции гондурасской армии и никарагуанской национальной гвардии был разгромлен отряд повстанцев под командованием Карлоса Фонсеки.

### Национальная гвардия в 1960-е—1970-е годы
В 1960 году имело место ещё одно восстание, которое было подавлено. В 1961—1962 гг. возник Сандинистский фронт национального освобождения, начавший подготовку нового вооружённого восстания.
В сентябре 1963 года СФНО начал партизанские действия в департаменте Матагальпа, после чего правительство ввело в стране чрезвычайное положение, а национальная гвардия Никарагуа и войска Гондураса провели совместную операцию против партизан в районе границы между Никарагуа и Гондурасом. В декабре 1963 года Никарагуа вошла в состав «Центральноамериканского совета обороны».
В 1963 году США передали Никарагуа по программе военной помощи (Military Assistance Program) 121 карабин M1.
В 1965 году Национальная гвардия Никарагуа оказала помощь США в оккупации Доминиканской Республики. После этого, в апреле 1966 года США передали Никарагуа 138 тонн современного вооружения, а в июне 1966 года Р. Шик объявил, что Никарагуа предоставит свою территорию США для военного вторжения на Кубу.
22 января 1967 года на авеню Рузвельта в центре Манагуа национальные гвардейцы расстреляли из винтовок M-1 Garand демонстрацию протеста.
В период с 1970 по 1978 годы объём прямой военной помощи США (подготовка военных кадров и поставки вооружения) составил 31,2 млн долларов, на американской военной базе Форт-Гулик прошли обучение 5 тысяч военнослужащих.
В 1972 году общая численность вооружённых сил Никарагуа составляла 6,5 тыс. человек.
После сильного землетрясения в Манагуа 23 декабря 1972 года (сопровождавшегося жертвами и разрушениями столицы) было введено военное положение и в столицу были введены армейские части. В конце декабря 1972 года группа армейских офицеров совершила покушение на А. Сомосу, однако заговорщики и ещё 54 офицера национальной гвардии были расстреляны, а из зоны Панамского канала в Манагуа прибыла группа «зелёных беретов» США для охраны А. Сомосы.
В 1976 году в стране продолжало действовать военное положение, национальная гвардия была реорганизована с целью усиления её полицейских функций (были учреждены военные трибуналы), однако выступления рабочих, крестьян и интеллигенции против режима Сомосы продолжались. Кроме того, только за период с апреля по ноябрь 1976 года в стране имели место 24 вооружённых столкновения между национальной гвардией и группами СФНО.
К началу 1977 года общая численность вооружённых сил Никарагуа была увеличена до 7,1 тыс. человек.
В 1971—1977 годы из США было получено вооружение на общую сумму 32 млн долларов:
- в частности, в 1976 году Никарагуа закупила у компании Colt около 6000 шт. автоматических винтовок M16A1[31].

В 1978 году американцы были вынуждены прекратить прямое военное сотрудничество с режимом (впрочем, косвенная поддержка продолжалась: в 1978 году США предоставили Никарагуа кредит на приобретение вооружения в размере 2,5 млн долларов и кредит на обучение военнослужащих в размере 0,6 млн долларов). Кроме того, из США продолжались поставки полицейского снаряжения (в частности, гранат со слезоточивым газом).
В период после 1974 года увеличиваются закупки оружия в Израиле, Национальная гвардия получила четыре вооружённых патрульных катера, автоматы Galil, пистолет-пулемёты UZI, боеприпасы, а также 120-мм миномёты M-65 «солтам», грузовики и бронежилеты.
В 1978—1979 годы, в связи с эмбарго на прямые военные поставки режиму А. Сомосы из США, основным поставщиком вооружения и военной техники для хунты стал Израиль: только в 1978 году из Израиля было приобретено оружия и снаряжения на сумму 326 млн долларов. 90 % оружия, поступившего на вооружение Национальной гвардии Никарагуа в 1978—1979 годы, было изготовлено в Израиле.
После военного переворота в Аргентине в марте 1976 года помощь Сомосе увеличили власти Аргентины — они делились опытом борьбы с аргентинскими левыми партизанами, обучали представителей Национальной гвардии и тайно продавали Никарагуа товары военного назначения.
В результате численность Национальной гвардии была увеличена, и по состоянию на начало июля 1979 года, общая численность правительственных войск составляла 12 тыс. человек.
После победы Сандинистской революции в 1979 году Национальная гвардия была расформирована - первым декретом нового правительства от 19 июля 1979 года. Техника и вооружение Национальной гвардии поступили на вооружение Сандинистской народной армии.

## Организационная структура Национальной гвардии (1979)
В состав Национальной гвардии входили:
- Служба безопасности OSN (la Oficina de Seguridad Nacional) — спецслужба, создателем которой являлся агент ФБР США Ричард Ван Винкль (Richard Van Winckle)[43]
- Армейские подразделения Национальной гвардии:

- один батальон президентской гвардии (Batallón de la Guardia Presidencial)
- один бронетанковый батальон (Primero Batallón Blindado)
- «батальон Сомосы» (Batallón de Combate General Somoza)
- один инженерный батальон (Batallón de Ingeniería)
- один батальон военной полиции (Batallón de Policía Militar)
- 16 отдельных пехотных рот (Compañías de Seguridad de la Guardia Nacional, CSGN) — по одной роте находилось в административном центре каждого департамента страны.
- одна артиллерийская батарея — 12 шт. 105-мм гаубиц M101A1 (получены в 1959—1960 гг.)
- подразделение ПВО — батарея зенитной артиллерии, имевшая на вооружении буксируемые 12,7-мм счетверённые пулемётные установки M45 Quadmount turrets и поставленные из Израиля 20-мм спаренные зенитно-артиллерийские установки TCM-20 (с 20-мм автоматическими пушками Hispano-Suiza HS.404)

- Военно-воздушные силы Национальной гвардии (Fuerza Aérea de La Guardia Nacional)

- боевая эскадрилья (Escuadrón de Combate)
- вертолётная эскадрилья (Escuadrón de Ala Rotatoria)
- транспортная эскадрилья (Escuadrón de Transporte)
- учебно-тренировочная эскадрилья Военно-воздушной школы

- Военно-морские силы Национальной гвардии (Marina de Guerra de la Guardia Nacional) — выполняли функции береговой охраны

- военно-морская база в Коринто — построена США в 1945 году, впоследствии — основное место базирования военно-морских сил на Тихоокеанском побережье
- военно-морская база в Пуэрто-Кабесас — основное место базирования военно-морских сил на Атлантическом побережье
- пост в Сан-Хуан дель Сур
- пост в Блуфилдс

- Подразделения специального назначения:

- подразделения «коммандос» («Comandos de la EEBI» — «чёрные береты») — впервые созданы в 1968 году

- Национальная полиция (Policia Nacional — Guardia Nacional) — создана в 1970 году

- BECAT (Brigadas Especiales contra Actos de Terrorismo) — моторизованные полицейские спецподразделения

- Вспомогательные военизированные формирования:

- военизированные отряды «АМРОКС»

### Военно-учебные заведения
- Военная Академия (Academia Militar de Nicaragua, AMN) — открыта 9 ноября 1939 года
- Начальная пехотная школа[исп.] (Escuela de Entrenamiento Basico de Infanteria, EEBI) — открыта в 1976 году, руководителем являлся Анастасио Сомоса Портокарреро («Чигуин»); в июне 1979 года по его приказу на пополнение подразделений Национальной гвардии были направлены 15-летние подростки — курсанты EEBI[44]
- Военно-воздушная школа
- Полицейская Академия Национальной гвардии

## Оружие и снаряжение
Личный состав Национальной гвардии был обмундирован в униформу американского образца (с собственными знаками различия).

### в 1930-е—1950-е годы
США передали на вооружение первых подразделений Национальной гвардии некоторое количество магазинных винтовок Springfield Model 1892 под патрон .30-40 Krag (выпускавшийся в США вариант норвежской винтовки Krag-Jørgensen), снятых с вооружения армии США в 1907 году.
В дальнейшем, с 1929 года подразделения Национальной гвардии были обмундированы в американскую полевую униформу М1912 цвета хаки и вооружены лёгким стрелковым оружием. Стандартным оружием солдат являлись магазинные винтовки «спрингфилд» M1903, в подразделениях имелись также автоматические винтовки Browning M1918, ручные пулемёты Browning M1919A2 и «Savage Model 1917» (американский вариант британского пулемёта «льюис» под патрон 7,62×63 мм). Офицеры и сержанты получили на вооружение пистолеты Colt M1911A1 и пистолет-пулемёты Thompson M1928A1.
В 1940-е—1950-е на вооружение Национальной гвардии начало поступать американское оружие и снаряжение времён Второй мировой войны: карабины M-1 Carbine и M2, винтовки M-1 Garand; пистолет-пулемёты Thompson M1A1 и M3 «Grease gun», тяжёлые пулемёты M1919A4 и Browning M2HB. Помимо пистолетов Colt M1911A1, были получены револьверы Smith & Wesson Model 15 под патрон .38 Special.

### в 1960-е—1970-е годы
В 1960-е годы на снабжение Национальной гвардии начала поступать униформа оливково-зелёного цвета (U.S. Army OG-107 и M1967 Jungle Utility Uniform), позднее по программе военной помощи из США отдельные подразделения получили пятнистый камуфляж и армейские ботинки американского образца.
В конце 1960-х годов на вооружение Национальной гвардии начали поступать автоматические винтовки FN FAL и M-16A1, пулемёты FN MAG и M-60, гранатомёты M-79, однако на вооружении некоторых подразделений и в дальнейшем сохранялось устаревшее вооружение (в частности, винтовки «гаранд» и пулемёты «браунинг» M1919).
В период после 1974 года на вооружение элитных армейских частей Национальной гвардии начало поступать израильское стрелковое оружие (пистолет-пулемёты UZI, штурмовые винтовки Galil ARM и Galil SAR) и снаряжение (кевларовые каски Orlite OR-201, тактические жилеты EPHOD Combat Vest и др.).

## Прочее
- для личного состава Национальной гвардии выходила газета «Guardia Nacional» (в которой печатались правительственные сообщения, распоряжения и приказы командования, поздравления и объявления о поощрениях, а также отдельные статьи о военной тактике)[47].